# Landbouwkrediet-Colnago/2009
Deze pagina geeft een overzicht van de Landbouwkrediet-Colnago-wielerploeg in 2009.

## Algemene gegevens
Sponsor: Landbouwkrediet, Colnago
Algemeen manager: Gérard Bulens
Ploegleiders: Marco Saligari, Claude Vancoillie & Jef De Bilde
Fietsen: Colnago
Onderdelen: Campagnolo

## Lijst van renners
| Naam                           | Geboortedatum | Nationaliteit | Ploeg 2008                                   |
| ------------------------------ | ------------- | ------------- | -------------------------------------------- |
| Frédéric Amorison              | 16-02-1978    | België        |                                              |
| Koen Barbé                     | 20-01-1981    | België        | Topsport Vlaanderen                          |
| Dirk Bellemakers               | 19-01-1984    | Nederland     |                                              |
| Jonathan Bertrand              | 03-03-1988    | België        | Bodysol-Euromillions Pôle Continental Wallon |
| David Boucher                  | 17-03-1980    | Frankrijk     |                                              |
| Bert De Waele                  | 21-07-1975    | België        |                                              |
| Sébastien Delfosse             | 29-11-1982    | België        |                                              |
| Mathieu Drouilly               | 31-01-1986    | Frankrijk     | Mitsubishi-Jartazi                           |
| Denis Flahaut                  | 28-11-1978    | Frankrijk     | Scott-American Beef                          |
| Benjamin Gourgue               | 09-03-1986    | België        |                                              |
| Filip Meirhaeghe               | 05-03-1971    | België        |                                              |
| Kevin Neirynck                 | 16-11-1982    | België        |                                              |
| Sven Nys                       | 17-06-1976    | België        |                                              |
| Rob Peeters                    | 02-07-1985    | België        |                                              |
| Kevin Peeters                  | 05-02-1987    | België        | Geen ploeg                                   |
| Martial Ricci Poggi            | 25-09-1980    | Frankrijk     | Mitsubishi-Jartazi                           |
| Bert Scheirlinckx              | 01-11-1974    | België        |                                              |
| Geert Verheyen                 | 10-03-1973    | België        | Mitsubishi-Jartazi                           |
|                                |               |               |                                              |
| Davy De Scheemaeker (stagiair) | 26-06-1987    | België        |                                              |
| Baptiste Planckaert (stagiair) | 28-09-1988    | België        |                                              |
| Tom Van den Haute (stagiair)   | 19-03-1987    | België        |                                              |

## Belangrijke overwinningen
| GP Sven Nys Winnaar: Sven Nys Belgische kampioenschappen veldrijden Elite: Sven Nys Parkcross Winnaar: Sven Nys Vlaamse Aardbeiencross Winnaar: Sven Nys GP Fidea Winnaar: Sven Nys Internationale Sluitingsprijs Winnaar: Sven Nys Grote 1 Mei-Prijs Winnaar: Denis Flahaut Ronde van België 4e etappe: Bert De Waele Nationale Sluitingsprijs Winnaar: Denis Flahaut |

1992 · 1993 · 1994 · 1995 · 1996 · 1997 · 1998 · 1999 · 2000 · 2001 · 2002 · 2003 · 2004 · 2005 · 2006 · 2007 · 2008 · 2009 · 2010 · 2011 · 2012 · 2013 · 2014